# هوراس ويلدون جيلمور
هوراس ويلدون جيلمور (بالإنجليزية: Horace Weldon Gilmore)‏ هو محامي وقاضي وضابط أمريكي، ولد في 4 أبريل 1918 في كولومبوس في الولايات المتحدة، وتوفي في 25 يناير 2010 في غروس بوينت في الولايات المتحدة.